# Москалівка (Краснопільський район)
Москалі́вка — колишнє село в Україні, у Краснопільському районі Сумської області. Підпорядковувалось Покровській сільській раді.

## Географічне розташування
Москалівка лежить на українсько-російському кордоні, за 1 км від села Попівка.

## Історія
28 червня 1991 року Сумська обласна рада зняла село з обліку.